# Тимошенко, Семён Константинович
Семён Константи́нович Тимоше́нко (6 [18] февраля 1895; село Орман, Аккерманский уезд, Бессарабская губерния, Российская империя — 31 марта 1970; Москва, РСФСР, СССР) — советский военный и государственный деятель, Маршал Советского Союза (1940), дважды Герой Советского Союза (1940, 1965), кавалер ордена «Победа» (1945). Народный комиссар обороны СССР (1940—1941), член Президиума Верховного Совета СССР (1938—1940). Председатель Ставки Главного Командования (23 июня—19 июля 1941).  
Член ЦК ВКП(б) (1939—1952). Член ЦК КП(б)У (1938—1940), депутат Верховного Совета Украинской ССР 1 созыва (1938—1947). Кандидат в члены ЦК КПСС (1952—1970). Командовал Харьковским, Северо-Кавказским, Киевским военными округами, фронтами в Великой Отечественной войне, был заместителем председателя Ставки Верховного Главнокомандования (1941—1942), членом Ставки Верховного Главнокомандования (1942—1945) и координатором действий фронтов в 1943—1945. 
Считался наиболее компетентным полководцем и военным теоретиком на начало Великой Отечественной войны и был председателем Ставки Главного Командования в Москве в период с 23 июня по 19 июля 1941 года. Как считает специалист по военной истории А. В. Исаев, Тимошенко, несмотря на несколько относительных неудач, был одним из выдающихся полководцев СССР в Великой Отечественной войне.

## Биография

### Ранние годы
Родился 6 (18) февраля 1895 года в селе Орман Аккерманского уезда Бессарабской губернии (ныне Фурмановка Измаильского района Одесской области Украины), в семье крестьянина Константина Гавриловича Тимошенко (ум. 1925). Был семнадцатым, самым младшим ребёнком в семье. Украинец. Работал батраком. Окончил церковно-приходскую школу в 1909 году (четыре класса).
Известно, что Тимошенко, кроме украинского и русского, неплохо знал молдавский язык, поскольку большинство населения его родного села — молдаване.

### Первая мировая и Гражданская война
В декабре 1914 года призван в Русскую императорскую армию. В 1915 году окончил полковую и Ораниенбаумскую образцовую пулемётную школу и получил чин вахмистра. Участвовал в Первой мировой войне, был пулемётчиком в составе 37-й конно-пулемётной команды 4-й кавалерийской дивизии на Юго-Западном и Западном фронтах. Награждён за храбрость Георгиевскими крестами трёх степеней. Первый Георгиевский крест получил за оборону крепости Осовец. Был арестован после того, как ударил офицера, и отдан под суд, но оказался спасён благодаря Февральской революции. Войну закончил в чине подпрапорщика.

В Красной армии с марта 1918 года, красноармеец 1-го Черноморского красногвардейского отряда. Командовал взводом с апреля 1918, эскадроном с июня 1918. В августе 1918 года во главе 1-го Революционного кавалерийского Крымского полка участвовал в обороне Царицына, где познакомился со Сталиным.
«Они познакомились в 1918 году, в таких обстоятельствах, что Семён Константинович, будучи командиром полка, прорывался с Крыма к Царицыну, где шли бои. Там познакомился со Сталиным и Ворошиловым. Произвёл впечатление, потому что был один со своим полком. Приходилось прорываться через огромную территорию, пришлось пробиваться по тылам казачьих частей, биться очень серьёзно. Но тем не менее, они прорвались для соединения с Царицыным. Там и произошла встреча Сталина с Семёном Константиновичем Тимошенко и Ворошиловым», — сказала невестка маршала — Наталия Тимошенко, со своих воспоминаний.
С ноября 1918 года — командир 2-й кавалерийской бригады (с июня 1919 года — в корпусе С. М. Будённого). Член РКП(б) с 1919 года. В ноябре 1919 — августе 1920 командир 6-й, с августа 1920 по октябрь 1921 года — 4-й кавалерийской дивизии 1-й Конной армии. Был пять раз ранен, но не покидал строя. За боевые подвиги в годы Гражданской войны он был награждён тремя орденами Красного Знамени и Почётным революционным оружием (ноябрь 1920). Революционное оружие получил за бои на Польском фронте, в частности за вывод 1-й Конной армии из окружения в Белоруссии.

### Между войнами

#### Карьерный рост в 1920—1930 годах
Окончил Высшие военно-академические курсы в 1922 и 1927 годах, курсы командиров-единоначальников при Военно-политической академии имени Н. Г. Толмачёва в 1930 году (управление — командование, общевойсковой факультет, кафедра тактики). С 1922 года — заместитель командира, с марта 1923 года — командир-комиссар 3-го кавалерийского корпуса. В середине января 1928 года Семён Константинович вновь возглавил 3-й кавалерийский корпус. С февраля 1930 года — командир-военком 6-го кавалерийского корпуса. Направлялся в служебные командировки и для ознакомления с опытом в Венгрию, Австрию, Италию. С августа 1933 года — заместитель командующего войсками Белорусского, с сентября 1935 года — Киевского военных округов. С июня 1937 г. — командующий войсками Северо-Кавказского, с сентября 1937 года — Харьковского военных округов. 8 февраля 1938 года назначен командующим войсками Киевского особого военного округа. Ровно через год — 8 февраля 1939 года присвоено воинское звание командарма 1-го ранга.
Во время Польского похода 1939 года с 17 сентября по 2 октября командовал Украинским фронтом, который был создан 11 сентября 1939 года. Успешно выполнил боевую задачу и вошёл во Львов.

#### Война с Финляндией
См. также: Прорыв линии Маннергейма
В советско-финской войне 1939—1940 годов с 7 января 1940 года командовал Северо-Западным фронтом, войска которого осуществили прорыв «линии Маннергейма».

Итоги реорганизации структуры руководства советскими войсками в Карелии подвёл Главный военный совет, на котором присутствовал и Семён Константинович. 
"Встал вопрос о том, кто будет командовать войсками на Карельском перешейке, — расскажет спустя годы А. М. Василевский. — Сталин… спросил:
— Так кто готов взять на себя командование... Наступило молчание, довольно долгое. Наконец, поднялся Тимошенко:
— Если вы мне дадите всё то, о чём здесь было сказано, то я готов взять командование войсками на себя и, надеюсь, не подведу вас.

Так был назначен Тимошенко " — с источника журнала «Знамя». 1988, № 5. С.79—80.
После состоявшегося перед этим провала данной операции наркомом обороны К. Ворошиловым, Тимошенко сразу поставил конкретные оперативные задачи и их решение. Планы Тимошенко были тщательно разработаны: большое количество дополнительных дивизий было переброшено в западную часть перешейка, а 13-я армия объединила силы РККА в восточной части Карельского перешейка. Тяжёлая артиллерия вела постоянные обстрелы финских позиций, к началу февраля Тимошенко сконцентрировал 25 дивизий для прорыва линии Маннергейма. Кроме того, Тимошенко оперативно разобрался с тактикой войны: убрал танки с фронта, приказал привезти больше крупнокалиберной артиллерии, приказал создать лыжные группы аналогичные финским, увеличил количество снайперов. Ещё 1 февраля на укреплённый район Сумма было выпущено около 3000 снарядов за сутки — это был самый массовый артиллерийский обстрел после сражения при Вердене в Первую мировую войну.
В результате с февраля, когда была окончена подготовка, начался штурм линии и её прорыв, был взят Выборг.
Благодаря успешному командованию Тимошенко, 13 марта 1940 года СССР на своих условиях подписал мир с Финляндией.
Звание Героя Советского Союза (№ 241) с вручением ордена Ленина и медали «Золотая Звезда» командарму 1-го ранга С. К. Тимошенко присвоено 21 марта 1940 года за «образцовое выполнение заданий командования и проявленные при этом отвагу и геройство».

#### Народный комиссар обороны СССР
7 мая 1940 года (до 19 июля 1941) назначен на должность Народного комиссара обороны СССР (сменил на этом посту К. Е. Ворошилова) с присвоением высшего воинского звания — Маршал Советского Союза.
28 июня — 2 июля, после занятия войсками Южного фронта (ком. Г. К. Жуков) Бессарабии в ходе операции против Румынии, в 1940 году, Тимошенко впервые с 1914 года побывал на своей малой родине — с. Орман (сов. Фурмановка) в украинской Бессарабии, откуда и отправился на фронт Первой мировой юношей. Н. С. Хрущёв рассказывал, что в родной Фурмановке маршал удостоился восторженной встречи, устроенной односельчанами. Ему пришлось выступить на импровизированном митинге прямо с крестьянской телеги. Остаток дня и всю ночь Тимошенко провёл в общении с многочисленными родственниками.
На посту наркома обороны провёл большую работу по совершенствованию боевой подготовки войск, их реорганизации, техническому переоснащению, подготовки новых кадров (потребовавшихся вследствие значительного увеличения численного состава армии), которая не была полностью завершена в связи с началом Великой Отечественной войны. Под его руководством был обобщён и начал внедряться в практику подготовки войск и штабов боевой опыт применения Вооружённых Сил, полученный в советско-финской войне. Были приняты решения по формированию механизированных корпусов, замене устаревшего танкового и артиллерийского парков, авиационной техники, по мобилизации ресурсов, повышению организованности и слаженности в работе штабов, укреплению воинской дисциплины, совершенствованию боевой подготовки войск.

### Великая Отечественная война

#### 1941 год
С началом Великой Отечественной войны, 23 июня 1941 года, был назначен председателем Ставки Главного командования. Однако, как вспоминал после войны адмирал флота Советского Союза Н. Г. Кузнецов,

«Первые заседания Ставки Главного Командования Вооружённых сил в июне проходили без Сталина. Председательство наркома обороны СССР маршала С. К. Тимошенко было лишь номинальным. Как члену Ставки мне пришлось присутствовать только на одном из этих заседаний, но нетрудно было заметить: нарком обороны не подготовлен к той должности, которую занимал. Да и члены Ставки тоже. Функции каждого были неясны — положения о Ставке не существовало. Люди, входившие в её состав, совсем и не собирались подчиняться наркому обороны. Они требовали от него докладов, информации, даже отчёта об его действиях. С. К. Тимошенко и Г. К. Жуков докладывали о положении на сухопутных фронтах…»— Н. Г. Кузнецов. Накануне.
23 июня учреждается Ставка Главного командования во главе с Тимошенко. В её состав вошли К. Е. Ворошилов, В. М. Молотов, И. В. Сталин, начальник Генерального штаба Г. К. Жуков, первый заместитель Наркома обороны С. М. Будённый, нарком Военно-морского флота Н. Г. Кузнецов.
17 июля 1941 года начальник 3-го управления НКО СССР майор государственной безопасности А. Н. Михеев направил на имя Г. М. Маленкова справку с обвинением «причастности Тимошенко к антисоветскому заговору» на основании показаний расстрелянных несколько лет назад М. Н. Тухачевского и Д. Ф. Сердича и в близости с заговорщиками Б. С. Горбачёвым, А. И. Егоровым. Видимо, справка для Тимошенко последствий не имела, а А.Н. Михеев был отправлен на Юго-Западный фронт начальником особого отдела фронта. Где и погиб в сентябре 1941 г.
19 июля вместо Ставки Главного Командования во главе с Тимошенко была создана Ставка Верховного Главнокомандования под началом И. В. Сталина. В этот же день Сталин сменил Тимошенко на посту наркома обороны СССР. Тимошенко остался заместителем наркома обороны СССР (был им до сентября 1941 года).

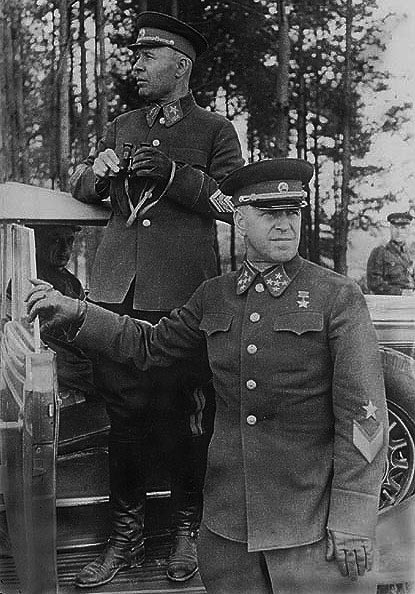
Нарком обороны СССР маршал С. К. Тимошенко и командующий КОВО генерал армии Г. К. Жуков на манёврах
КВО. 1940 год

Ещё 2 июля, в связи с катастрофическим развитием событий на центральном участке советско-германского фронта (Белостокско-Минское сражение), Тимошенко был назначен командующим войсками Западного фронта (командовал фронтом 2—19 июля и 30 июля — 12 сентября 1941 года). 10 июля одновременно возглавил Главное командование войсками Западного направления (оставался главнокомандующим до упразднения Главного командования 10 сентября 1941 года).
Вступив в командование Западным фронтом, пытался разгромить в наступлении немецкие подвижные дивизии, выделив для этой цели 5-й и 7-й мехкорпуса. В итоге мехкорпуса были потеряны в малоуспешном контрударе на Сенно и Лепель.
В Смоленском сражении в июле—сентябре 1941 года войска Западного фронта понесли тяжёлые потери, однако проявили упорство в бою, сковали немецкие войска и не позволили им продолжить наступление на московском направлении.

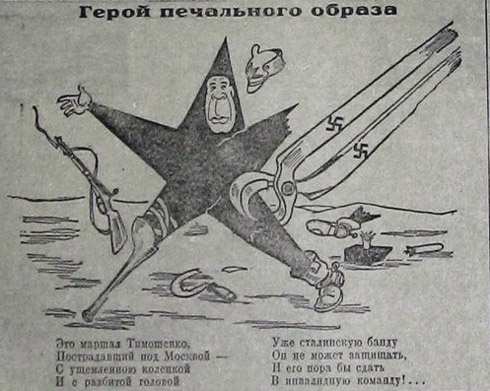
Агитационная немецкая листовка (лицевая сторона)

Утром 11 сентября Семён Константинович получил назначение главнокомандующим войсками Юго-Западного направления. Сохранилась запись, сделанная в то время его адъютантом:
11 сентября. 3.45 — звонил тов. Сталин. В 8.45 на машине выехали в Москву. Прибыли в 12.00. В 17.00 маршала вызвали в ЦК (Ставку ВГК). На квартиру возвратился в 22.00. В 23.00 выехали поездом Москва — Полтава.

12 сентября. 19.10 — прибыли на станцию Полтава. Встретил тов. Будённый. 19.25 — на машинах в сопровождении охраны выехали на командный пункт Юго-Западного фронта. Прибыли в 23.40
13 сентября 1941 года, в ходе Киевского сражения, С. К. Тимошенко как главнокомандующий войсками Юго-Западного направления, сменив маршала С. М. Будённого, который настаивал на оставлении Киева, не смог своими решениями переломить ситуацию, которая переходила в катастрофу. В начале Тимошенко, следуя указаниям Ставки, требовал удерживать Киев, однако вскоре разобрался в обстановке и согласился с мнением начальника штаба фронта (В. И. Тупикова) об оставлении Киева. Однако время было упущено, большая часть Юго-Западного фронта оказалась в окружении, управление фронта, пытаясь выйти из окружения, было разгромлено.
30 сентября Тимошенко сам возглавил воссозданный Юго-Западный фронт. В это время основные силы фронта проводили Сумско-Харьковскую оборонительную операцию, а войска левого крыла фронта участвовали в Донбасско-Ростовской оборонительной операции. 7 ноября 1941 маршал принимал парад войск в Воронеже, один из трёх проведённых в этот день. В конце ноября Тимошенко как главнокомандующий войсками Юго-Западного направления руководил Ростовской наступательной операцией советских войск, в ходе которой 28 ноября Ростов-на-Дону был освобождён и 1-я немецкая танковая армия была отброшена на 60-80 километров, надолго утратив боеспособность. Это стало одной из первых побед Красной армии в 1941 году. В декабре 1941 — январе 1942 года руководил проведением Курско-Обоянской наступательной операции.
Согласно мемуарам маршала Конева, основную роль в событиях, которые привели к тяжёлому состоянию немецких войск в Московской битве в 1941 году и поражению немцев под Москвой в декабре, сыграли Г. К. Жуков, А. И. Ерёменко, И. В. Сталин и, особенно, С. К. Тимошенко и Б. М. Шапошников.

#### 1942 год
В мае 1942 года Тимошенко руководил Харьковской операцией.
В результате ряда ошибок начавшееся с Барвенковского выступа наступление с целью овладения Харьковом не получило должного завершения. Немецкая армейская группа генерала Клейста нанесла удар по основанию выступа, отрезав его от основных сил. Войска Красной армии, находившиеся на плацдарме, оказались в окружении. Только отдельным окружённым частям удалось пробиться обратно за линию фронта.
Уже во время операции Тимошенко отметил, что наступление 12-й армии, решавшей задачи на вспомогательном направлении и имевшей слабый боевой состав, существенных результатов не дало. Не получило ожидаемого развития и наступление войск 38-й армии Юго-Западного фронта на её правом фланге в обход Харькова с северо-востока. Этим немедленно воспользовалось немецкое командование. По поступившим главкому данным, оно начало перегруппировку части войск из района Харькова к Балаклее. В результате которой крупная группировка Красной армии потерпела сокрушительное поражение. В результате окружения под Харьковом попало в плен более 200 тысяч солдат и офицеров Красной армии, что послужило одной из причин будущей тяжелейшей ситуации под Сталинградом и на Кавказе. Сам Тимошенко остался в живых и плена избежал. Несмотря на вину и Хрущёва, члена Военного совета Юго-Западного фронта, главными виновниками провала операции в советской прессе были названы командующий фронтом Тимошенко и начальник штаба фронта Иван Баграмян.
К 29 мая 1942 года ликвидация окружённых войск завершилась. По немецким данным было захвачено 240 000 пленных, более 1200 танков и 2000 орудий, потери немцев составили всего 20 000 человек. По советским данным, потери составили 277 тыс. человек, из них 171 тыс. — безвозвратно.
На начальном этапе немецкого плана «Блау» Тимошенко не удалось организовать оборону Воронежа: 7 июля 1942 года правобережная часть города была захвачена. 12 июля остатки Юго-Западного фронта были переданы во вновь образованный Сталинградский фронт, командующим которым был вновь назначен Тимошенко. 21 июля был отстранён от командования фронтом и заменён на В. Н. Гордова.
С октября 1942 года командовал войсками Северо-Западного фронта. На этом посту провёл две наступательные операции в ходе осуществления плана «Полярная Звезда» — Демянскую операцию и Старорусскую операцию. К 13 марта 1943 года, когда в операции не была достигнута главная задача — окружение и уничтожение немецких войск (немцы успели выйти с выступа до образования котла), маршал Тимошенко был снят с поста командующего Северо-Западным фронтом.

#### 1943—1945
С марта 1943 до конца войны был представителем Ставки Верховного командования и осуществлял координацию действий ряда фронтов, принимал участие в разработке и проведении некоторых операций.
В марте — июне 1943 года — координировал действия Волховского и Ленинградского фронтов (пытался прорвать блокаду Ленинграда, что сильно ослабило немецкую оборону и позволило уже в январе 1944 освободить город), к декабрю 1943 — Северо-Кавказского фронта и Черноморского флота (принял участие в освобождении Северного Кавказа и Новороссийска (Новороссийско-Таманская операция) и десанта в Керчи (Керченско-Эльтигенская десантная операция), что создало условия для освобождении Крыма), в феврале — июне 1944 года — 2-го и 3-й Прибалтийских фронтов (частичное участие в освобождении Прибалтики — Старорусско-Новоржевская операция), с августа 1944 до конца войны — 2-го, 3-го и 4-й Украинских фронтов.
Особой для Тимошенко как координатора Северо-Кавказского фронта и Черноморский флота, стала операция по полному освобождению Кавказа и открытию плацдарма для переброски в Крым. 9 октября 1943 года на Таманском полуострове стихли последние залпы орудий. За месяц ожесточенных боев противник потерял только пленными около четырёх тысяч человек. В качестве трофеев советские войска захватили почти 1300 артиллерийских орудий и миномётов, около ста танков. Кинжал, готовый ударить в спину советским фронтам, выдвинувшимся к Днепру, был выбит из рук врага. За эту операцию военачальник был награждён своим первым орденом Суворова I степени (всего их было три).
В ходе операции по выводу Румынии с войны, как союзника Германии и взятия под контроль румынской нефти (Ясско-Кишинёвская) Тимошенко был координатором действий 2-го и 3-го Украинского фронтов. Советское наступление в Бессарабии и Румынии началось 20 августа 1944 года, а через четыре дня было завершено оперативное окружение Кишинёвской группировки немцев и румын. В ночь на 24 августа, когда в Бухаресте было низложено прогерманское правительство Иона Антонеску, Румыния перестала быть союзницей Германии.
После освобождения Кишинёва 25 августа Семён Константинович телеграфировал И. Сталину: «Первая основная задача, поставленная Вами 2-му и 3-му Украинским фронтам, выполнена. Немецко-румынские войска разбиты, их остатки в беспорядке бегут за реку Сирет. Главная немецкая кишинёвская группировка окружена и уничтожается. Наблюдая искусное руководство войсками в широком масштабе со стороны Малиновского и Толбухина, считаю своим долгом просить… о присвоении воинского звания „Маршал Советского Союза“ генералам армии Малиновскому и Толбухину». В скором времени эта просьба Тимошенко была удовлетворена. Тогда же Тимошенко побывал в родном селе впервые с лета 1940. За такой стратегический успех Тимошенко получил Орден Суворова І степени.
Позднее, С. К. Тимошенко координировал действия фронтов в Венгрии и Австрии. В ночь на 16 сентября 1944 года он получил распоряжение Ставки ВГК приступить к координации действий 2-го и 4-го Украинских фронтов в ходе боев за южную Венгрию и, позднее, взятие Будапешта. Весной 1945 года во взаимодействии с войсками фронтов Фёдора Толбухина и Родиона Малиновского успешно, как координатор, провёл Венскую операцию, за которою и стал трижды обладателем Ордена Суворова.
С июля 1941 по февраль 1945 года — член Ставки Верховного Главнокомандования. 4 июня 1945 года «За планирование боевых операций и координацию действий фронтов» полководец получил наивысшую награду в ВОВ — орден «Победы».

### После Великой Отечественной войны
После войны командовал войсками Барановичского (с марта 1946 года — Белорусского), с июня 1946 года — Южно-Уральского, с марта 1949 года — Белорусского военных округов. С апреля 1960 года — в Группе генеральных инспекторов Министерства обороны СССР. Член ЦК ВКП(б) в 1939—1952 годах, кандидат в члены ЦК КПСС в 1952—1970 годах.

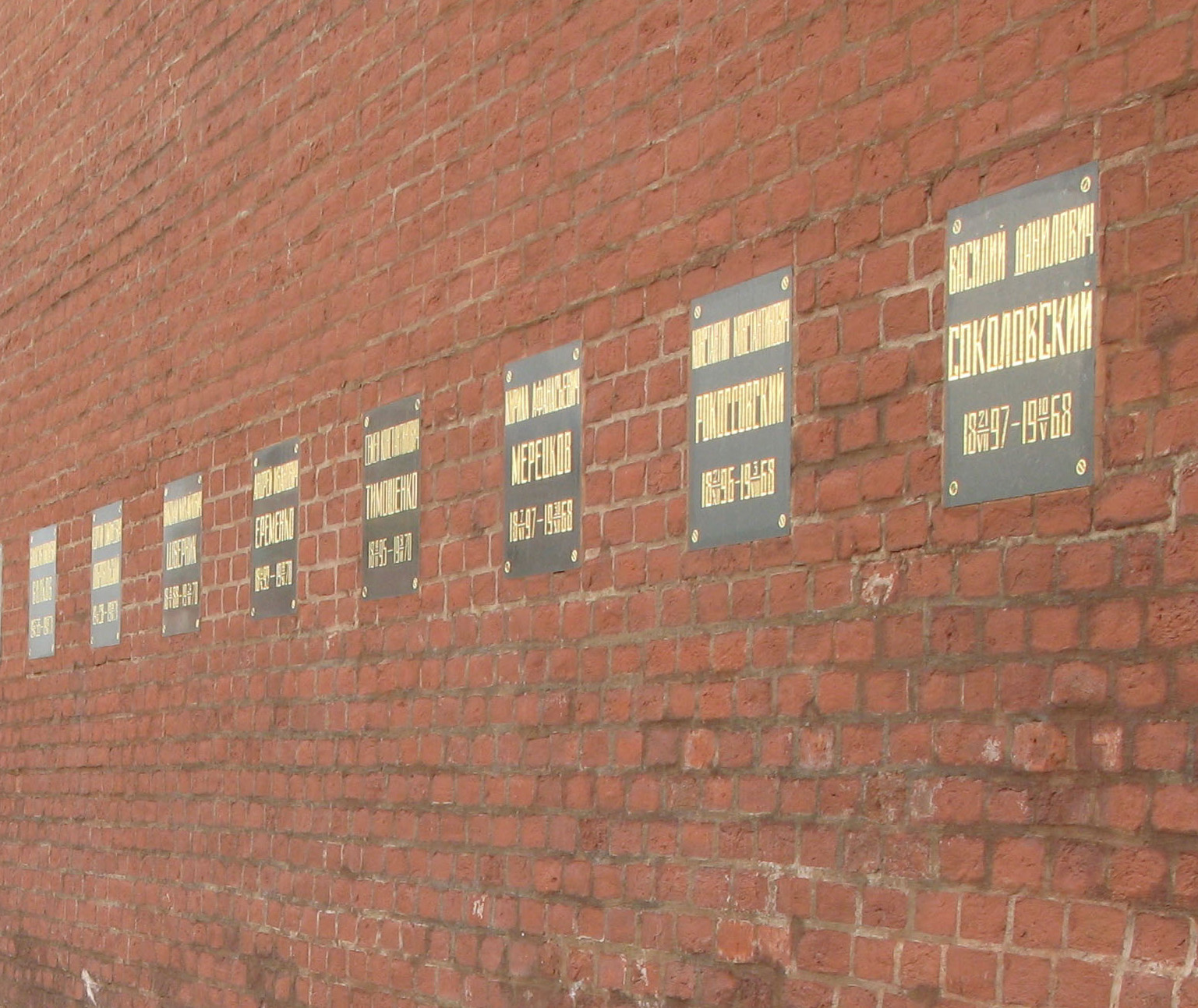
Надгробная плита в Кремлёвской стене

Депутат Верховного Совета СССР 1—7-го созывов. Член Президиума Верховного Совета СССР в 1938—1940 годах. В 1962—1970 годах — председатель Советского комитета ветеранов войны.
Отказался писать мемуары, заявив, что правды никто не опубликует, а врать есть кому и без него.
18 февраля 1965 года Указом Президиума Верховного Совета СССР С. К. Тимошенко был награждён второй медалью «Золотая Звезда» Героя Советского Союза (№ 46) «За заслуги перед Родиной и Вооружёнными Силами СССР». Скорее всего, этой наградой государство отметило действительно важный вклад (по совокупности) действий маршала в июне 1941 — апреле 1942 годов, в самый психологически сложный период в истории СССР. Тимошенко, как нарком обороны, а потом заместитель верховного и командующий фронтами, тогда принял на себя первый самый опасный удар Вермахта и смог сделать всё, что можно было сделать на его месте. В отзывах о Тимошенко эту мысль подтверждает и Г. К. Жуков.
Умер 31 марта 1970 года. Похоронен 3 апреля на Красной площади в Кремлёвской стене.

## Отзывы о С. К. Тимошенко
- В июле 1941 года, обсуждая с И. В. Сталиным действия Западного фронта в Смоленском сражении, Г. К. Жуков, в то время генерал армии и начальник Генерального штаба, дал высокую оценку полководческому мастерству С. К. Тимошенко:

Маршал Тимошенко командует фронтом менее четырёх недель. В ходе Смоленского сражения хорошо узнал войска, увидел, на что они способны. Он сделал всё, что можно было сделать на его месте, и почти на месяц задержал противника в районе Смоленска. Думаю, что никто другой больше не сделал бы. Войска верят в Тимошенко, а это главное.
Через почти 30 лет, в 1968 году, Г. К. Жуков оставался верен высокой оценке деятельности С. К. Тимошенко, подтвердив её в беседе с писателем Константином Симоновым:

Тимошенко в некоторых сочинениях оценивают совершенно неправильно, изображают чуть ли не как человека безвольного и заискивающего перед Сталиным. Это неправда. Тимошенко старый и опытный военный, человек настойчивый, волевой и образованный и в тактическом, и в оперативном отношении. Во всяком случае, Наркомом он был куда лучшим, чем Ворошилов, и за тот короткий период, пока им был, кое-что успел повернуть в армии к лучшему. Случилось так, что после харьковской катастрофы ему больше не поручалось командовать фронтами, хотя в роли командующего фронтом он мог быть много сильней некоторых других командующих, таких, например, как Ерёменко. Но Сталин был на него сердит и после Харькова, и вообще, и это сказалось на его судьбе на протяжении всей войны. Он был человеком твердым, и как раз он никогда не занимался заискиванием перед Сталиным; если бы он этим занимался, вполне возможно, что он получил бы фронт— Симонов К. М. Глазами человека моего поколения. Размышления о И. В. Сталине. — М., АПН, 1989. — С.386-387.

Тимошенко — человек в военном отношении подготовленный, много работавший над собою, разбирающийся в вопросах тактики и оперативного искусства. В этом смысле нельзя его недооценивать. Но у него было очень своеобразное отношение к штабу. Он имел с собою — видимо, он выговорил себе такое право,— имел с собою так называемую группу Тимошенко. Он не доверял нам, людям, работавшим в штабе Юго-Западного направления. И в то же время он нас не снимал. Мы продолжали работать все на своих местах, но к каждому из нас был назначен своего рода дублёр. То есть целая группа генералов, полковников, приехавшая с Тимошенко, докладывала ему. Находилась при соответствующих отделах штаба, при начальнике штаба, оперативном отделе, разведывательном и так далее и докладывала ему своё мнение, свою точку зрения на события. Получались двойные донесения, двойная информация. Это, разумеется, создавало ненормальную обстановку в работе. Чувствовалось, что Тимошенко доверяет людям из своей группы, хочет в каждом случае перепроверить те данные, которые дают работники штаба. Стремление знать в точности обстановку — стремление хорошее, но то, как это проводилось при помощи такого дублирования, создавало совершенно ненормальные условия для работы.— Записал Константин Симонов. Беседа с бывшим начальником штаба Западного и Третьего Белорусского фронтов генерал-полковником Покровским Александром Петровичем. Предисловие и публикация Л. Лазарева // Октябрь. — 1990. № 5.
- Тот факт, что Тимошенко был самым известным военным Красной армии в Европе, в течение большей части первого года после немецкого вторжения, превратил Тимошенко на короткое время в международную знаменитость, прославленную в США и Великобритании, в частности, якобы военного гения. Согласно рассказу, написанному позже во время войны[40]:Маршал Тимошенко вспыхнул, как падающая звезда необычного блеска на фоне более обычного темного неба, и так же быстро и неожиданно погас. С июня 1941 г. примерно до июля 1942 г. он был настолько известен, что иностранцы, особенно валлийцы и ирландцы, пытались проникнуть под его нимб, найдя в нём свою кровь. Валлийцы рассказали, что Тимоти Дженкинс был предком маршала, который эмигрировал в Россию работать механиком и женился на украинской девушке. Ирландцы рассказывали похожую историю о неком Тиме О’Шенко. В июне 1942 года американский юморист писал: «Я жду услышать от поляков, чехов, бразильцев и греков. Каждый хочет быть победителем». Но именно тогда маршал Тимошенко начал восхождение славы.

## Семья
Отец — Константин (Касьян) Гаврилович Тимошенко (ок. 1830/1850 — 1925) — украинский крестьянин-бедняк, происходил из рода запорожских казаков. Мать — Параска Адармовна Тимошенко — украинская крестьянка.
Доподлинно известно о двух старших братьях маршала: Ефиме и Прокофии. Хотя сам Семён при знакомстве с командующим Южным фронтом Александром Егоровым, в 1919 году (в присутствии Сталина и Будённого), говорил, что он был 17-м, самым младшим ребёнком в семье.
Первая жена — Екатерина Святославовна Леонова. Дочь — Екатерина (21 декабря 1923 — 12 июня 1988), жена Василия Сталина, сына И. В. Сталина, с 1946 по 1949 годы; внуки — Светлана (05.07.1947—16.01.1990), Василий (30.09.1949—12.11.1972).
Вторая жена (c 1926) — Анастасия Михайловна Тимошенко (Жуковская) (1904—1962), учительница из Минска. Дочь — Ольга (1927—2002). Ее муж — Сергей Васильевич Капалкин (1922—1994), генерал-майор, участник Великой Отечественной войны. Внук — Александр Капалкин (род. 1953); Сын — Константин Тимошенко (1 октября 1930—2004), был женат на Нелли (Нинель) Васильевне Чуйковой, дочери маршала Чуйкова; внуки — Семён (ум. в 1974) и Василий.

## Награды

### Российская империя
- Георгиевский крест IV степени; № 38346. Ефрейтор 304-го пехотного Новгород-Северского полка Семён Тимошенко. Награждён в воздаяние заслуг нижних чинов гарнизона крепости Осовец, наиболее отличившихся при бомбардировке с 13-го по 16.09.1914 г. Награждён на основании п.п. 16 и 28 ст. 67 Георгиевского Статута.
- Георгиевский крест III степени;
- Георгиевский крест II степени.

### СССР
- Дважды Герой Советского Союза (21.03.1940 № 241, 18.02.1965 № 46).
- Орден «Победа» (№ 11, 4.06.1945)
- Пять орденов Ленина (22.02.1938, 21.03.1940, 21.02.1945, 18.02.1955, 18.02.1970)
- Орден Октябрьской Революции (22.02.1968)
- Пять орденов Красного Знамени (25.07.1920, 11.05.1921, 22.02.1930, 3.11.1944, 6.11.1947)
- Три ордена Суворова I степени (9.10.1943, 12.09.1944, 27.04.1945)
- Почётное революционное оружие — именная шашка с орденом Красного Знамени (28.11.1920)
- Почётная именная шашка с золотым изображением Государственного герба СССР (22.02.1968)
- Медаль «За оборону Ленинграда»
- Медаль «За оборону Сталинграда»
- Медаль «За оборону Киева»
- Медаль «За оборону Кавказа»
- Медаль «За победу над Германией в Великой Отечественной войне 1941—1945 гг.» (1945)
- Юбилейная медаль «Двадцать лет Победы в Великой Отечественной войне 1941—1945 гг.» (1965)
- Медаль «За победу над Японией» (1945)
- Медаль «За взятие Будапешта»
- Медаль «За взятие Вены»
- Медаль «За освобождение Белграда»;
- Юбилейная медаль «XX лет Рабоче-Крестьянской Красной Армии» (22.02. 1938)
- Юбилейная медаль «30 лет Советской Армии и Флота» (1948)
- Юбилейная медаль «40 лет Вооружённых Сил СССР» (1958)
- Юбилейная медаль «50 лет Вооружённых Сил СССР» (1968)
- Медаль «В память 800-летия Москвы» (1947)
- Медаль «В память 250-летия Ленинграда» (1953)

### Иностранные награды
- Орден Тудора Владимиреску I степени (СРР)
- Орден Белого льва «За Победу» (ЧССР)
- Золотой орден Партизанской Звезды (СФРЮ)
- Медаль «30 лет Халхин-Гольской Победы» (МНР)

## Память
- Бронзовый бюст установлен на родине — в селе Фурмановка Одесской области. В 2022 году сообщалось, что памятник в ближайшее время законсервируют и будут решать его дальнейшую судьбу[47].
- В 2017 году открыт памятник на территории Военной академии войск радиационной, химической и биологической защиты имени Маршала Советского Союза С. К. Тимошенко в Костроме[48].
- Мемориальная доска на здании штаба Белорусского военного округа.
- Улицы в Санкт-Петербурге, Воронеже, Киеве (с 2022 года Улица Левка Лукьяненко), Измаиле (с 2022 года улица Игоря Бедзая[49]), Минске[50], Ростове-на-Дону, а также в родном селе Фурмановка.
- Улица Маршала Тимошенко в Москве. На домах № 4 и № 40 были установлены мемориальные доски. В настоящее время доска установлена на доме № 46.
- Его имя присвоено противолодочному кораблю.
- По сообщению[51] на официальном сайте ВВС Колумбии лидер ФАРК Родриго Лондоньо Эчеверри использует псевдоним Timochenko в честь Тимошенко.
- В СССР и Киргизии были выпущены почтовые марки, посвящённые Тимошенко.
- Его имя присвоено спортивно-стрелковому комплексу (им. маршала Советского Союза С. К. Тимошенко) государственного учреждения «Спортивный комитет Вооружённых Сил Республики Беларусь» в г. Минске по проспекту Независимости, 195.
- В Белорусском государственном музее истории Великой Отечественной войны хранятся фотоматериалы, поздравительные письма, документы, брошюры и газеты, связанные с С. К. Тимошенко[52].

|                                  |                               |                                   |                                                                 |                                                                                  |  |
| Бюст С.К. Тимошенко в Фурмановке | Почтовая марка СССР, 1980 год | Почтовая марка Киргизии, 2005 год | Могилы родственников маршала Тимошенко на Новодевичьем кладбище | главный корпус спортивно-стрелкового комплекса и бюст СК Тимошенко в нём г Минск |  |

### В музыке
В честь Тимошенко в 1940—1941 годах было написано несколько песен, такие как «Едет, едет Тимошенко на коне» и «Маршал Тимошенко — наш нарком любимый!», что говорило о его народной популярности в стране.

Едет, едет Тимошенко на коне,
По родной и по цветущей стороне.
по широкой Украине, по степям,
По зелёным, по дунайским берегам …
За наркомом, да за маршалом своим
Мы пойдём и в битве грозной победим!
Сталинское знамя вьётся впереди…
Эй, товарищ мой, товарищ погляди!

### В литературе
Во время войны с Польшей Исаак Бабель ехал с кавалерийским отрядом под командованием Тимошенко (Семёну в то время было 25 лет), который позже фигурировал как персонаж по крайней мере в двух рассказах Бабеля о своем опыте войны, один из которых был первоначально опубликован в Одессе под названием «Тимошенко и Мельников». После переиздания рассказов его фамилия была изменена на Савицкий, после того как Буденный осудил произведение Бабеля как «клевету» «литературного дегенерата».

### Киновоплощения
- 1941 — «Первая Конная» — Владимир Кабатченко
- 1943 — «Миссия в Москву» (США) — Курт Кач[англ.]
- 1974 — «Блокада» — Василий Минин
- 1985 — «Битва за Москву» — Виталий Розстальный
- 1989 — «Сталинград» — Виталий Розстальный
- 1990 — «Война на Западном направлении» — Виталий Розстальный
- 1992 — «Генерал» — Игорь Шаповалов

### Документальные фильмы
- Документальный фильм «Память навсегда», 1975. Режиссёр и автор сценария Джемма Фирсова.
- Документальный фильм Романа Кармена «Великая Отечественная», в американском прокате этот фильм вышел под названием «Неизвестная война» (эпизоды).
- Документальный фильм «Трудная дочь маршала Тимошенко», Студия «Галакон» для «Первого канала», (52 минуты), 2010.
- Фильм «Сын отца народов» 2013 г.
- «Семен Тимошенко» в цикле «Маршалы Сталина», Студия «Галакон» для телеканала «Звезда», (38 минут), 2015. https://web.archive.org/web/20160902121621/http://tvzvezda.ru/schedule/filmsonline/content/201510051608-ej6l.htm/201510081608-71yt.htm
- «Маршалы Победы» (1 серия), Студия «Галакон» для «Первого канала», (52 минуты), 2015. http://www.1tv.ru/doc/pro-voynu/marshaly-pobedy-chast-1

## История присвоения званий
| Воинское звание         | Дата присвоения     |
| ----------------------- | ------------------- |
| Комкор                  | 20 ноября 1935 года |
| Командарм 2-го ранга    | 28 июля 1937 года   |
| Командарм 1-го ранга    | 8 февраля 1939 года |
| Маршал Советского Союза | 7 мая 1940 года     |